# Kunsten at blive set
|  | Denne artikel er oprettet af botten PalnaBot ud fra en ekstern database. Den kan derfor have sproglige fejl eller mangler. Denne skabelon kan fjernes efter kontrol af indholdet. |

Kunsten at blive set er en dokumentarfilm fra 2009 instrueret af Marie Lærke Wedel.

## Handling
Der er 4 kvinder. Jeg betragter dem mens de lærer mig noget om hver deres personlige erotiske univers. De viser mig hvad de godt kan lide. Jeg har bygget en verden til dem, hvor de kan agere og hvor det er tilladt for mig at betragte dem. Ligner jeg dem? Hvor langt vil jeg selv gå?